# Nissan Tiida
Der Nissan Tiida (ryukyuisch für „Sonne“, ein Verweis auf eines der Vorgängermodelle „Sunny“) ist ein Pkw-Modell der Kompaktklasse, das seit Herbst 2004 vom japanischen Automobilhersteller Nissan produziert wird. In Amerika wird er als Nissan Versa, in Malaysia und Indonesien als Nissan Latio bezeichnet.
In Mexiko wurde der Tiida unter der US-Marke Dodge im Nissan-Werk Civac in Cuernavaca unter dem Namen Dodge Trazo montiert. In Südamerika dagegen stellte der Trazo parallel dazu eine eigene Automobilmarke dar und war ebenfalls wie in Mexiko nur 2008 und 2009 erhältlich. Unter der Marke Trazo trug der Tiida den Namen Trazo C und war nur als Stufenheck in einer 1,8-Liter-Version erhältlich. Die Marke Trazo wurde mittlerweile wieder aufgegeben.

## Tiida/Versa/Latio (C11, 2004–2011)
Der Verkaufsstart des Tiida erfolgte im September 2004 in Japan, 2005 in China und in Nordamerika wurde er Ende 2006 im Zuge der Detroit Motor Show eingeführt. Im Herbst 2007 debütierte er in zahlreichen Ländern Europas und wurde ab Ende Januar 2008 schließlich auch in Deutschland, Österreich und der Schweiz angeboten.
Der Tiida ersetzte auf dem europäischen Markt die Modelle Almera und Primera und war im Modellangebot zwischen Note und Qashqai platziert. Als klassisches Weltauto wird er an mehreren Standorten in Japan, China, Mexiko, Thailand sowie Taiwan produziert und in bis zu 165 Länder exportiert.
Die erste Generation basiert auf der gemeinsam mit Renault genutzten B-Plattform des Konzerns, die jedoch wie schon beim Nissan Note in einer verlängerten Variante mit größerem Radstand zum Einsatz kam. Dadurch konnte ein großes Platzangebot geschaffen werden, das sich annähernd auf dem Niveau eines Mittelklassefahrzeuges bewegt. Erhältlich ist der C11 als Fünftürer mit Schrägheck oder als Stufenheck mit vier Türen, das in Japan unter dem Namen Nissan Latio verkauft wird. Das Design orientiert sich an anderen Modellen des Nissan-Konzerns wie dem Murano oder dem Note.
Im Frühjahr 2011 wurde der Import des Tiida nach Europa eingestellt, da die Nachfrage zu gering war. Seit Herbst 2014 ersetzt hier der Pulsar den Tiida.
Ende 2011 wurde die Produktion überall (bis auf Thailand und Malaysia) eingestellt.

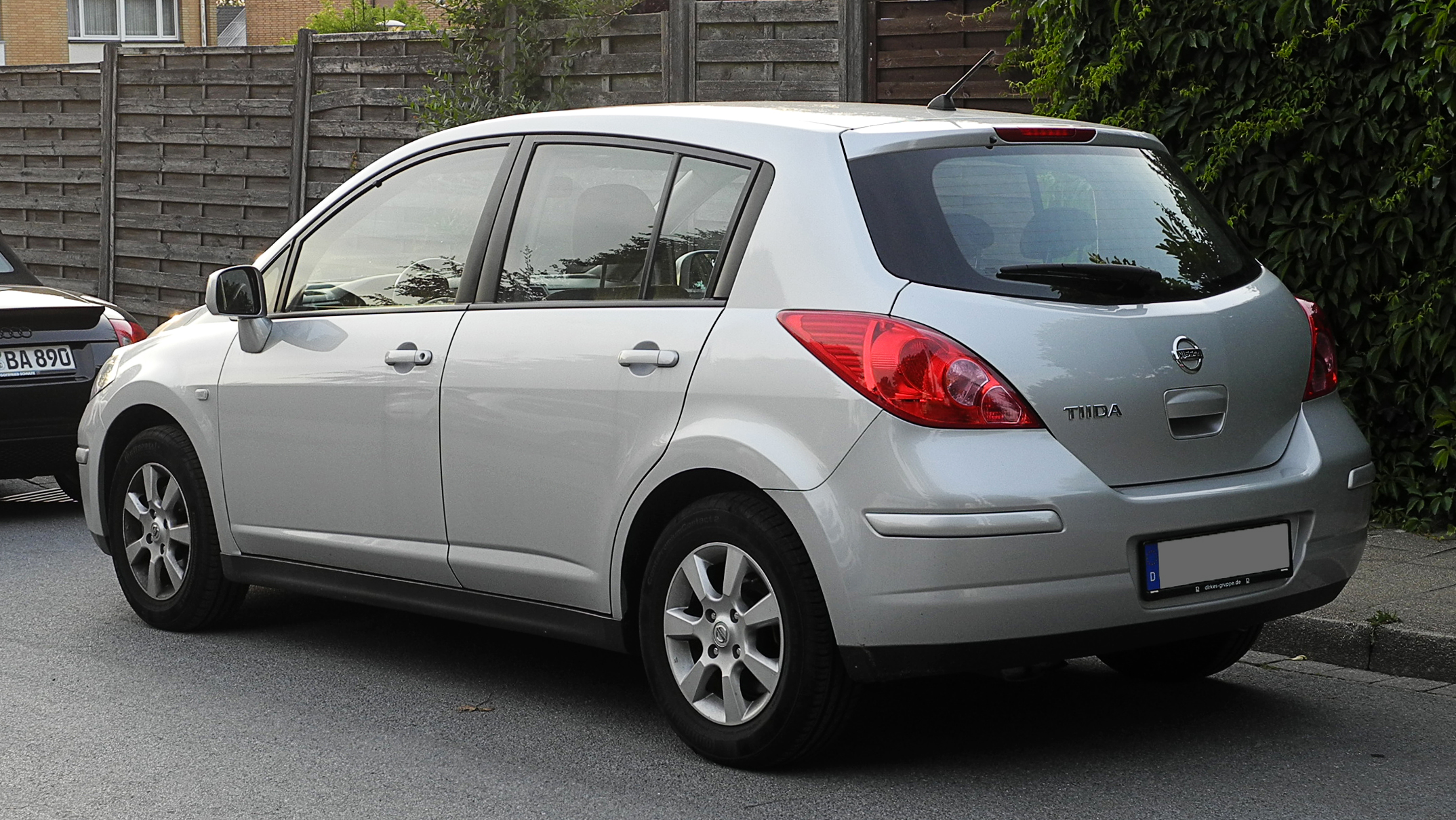
Heckansicht
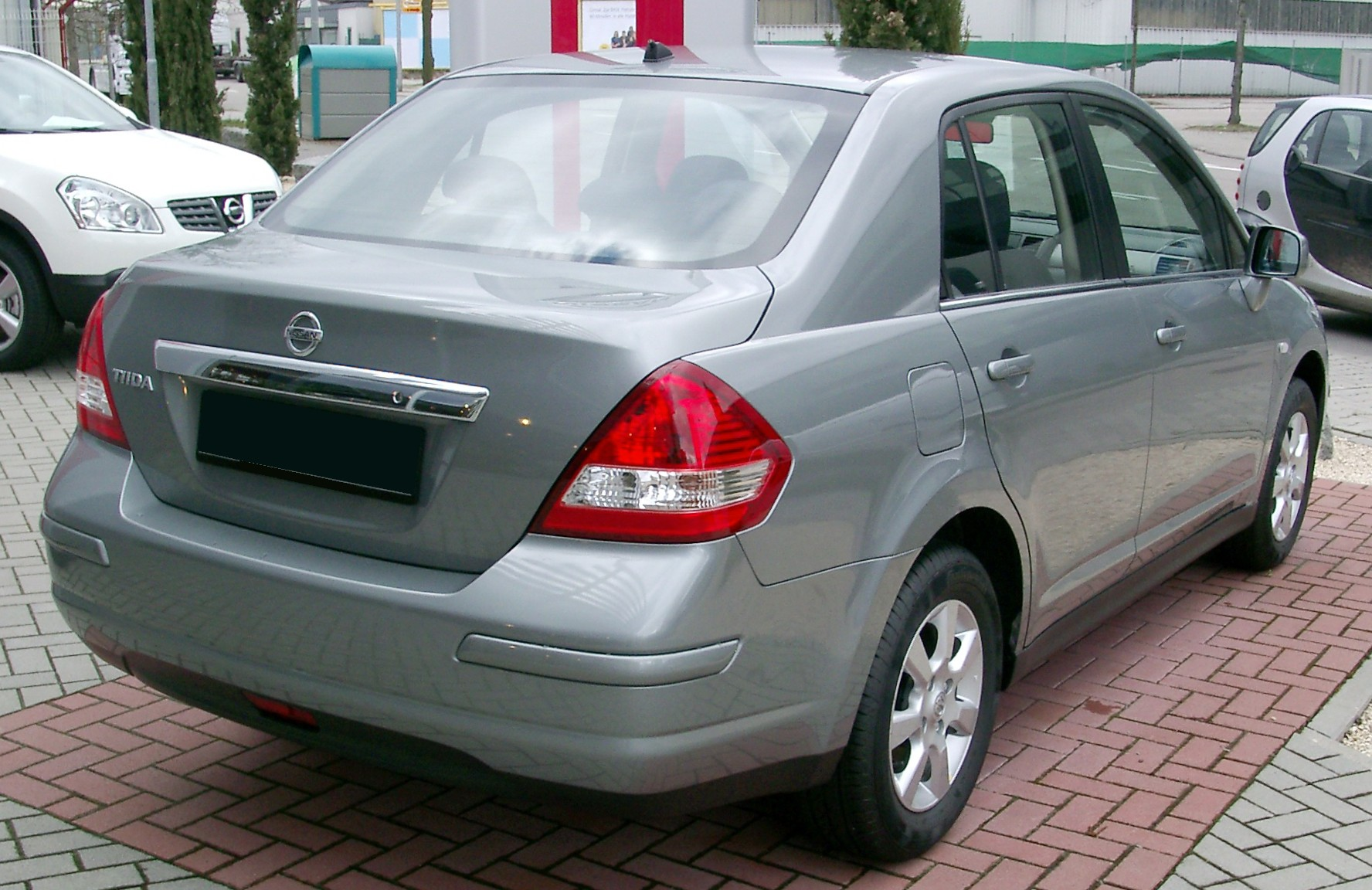
Nissan Tiida Stufenheck

### Ausstattung in Deutschland
Für den Tiida standen drei Ausstattungsvarianten zur Auswahl, die bereits serienmäßig ein umfangreiches Sicherheitspaket beinhalteten. Ab Werk waren Fahrer-, Beifahrer-, Seiten- und Kopfairbags, Antiblockiersystem mit elektronischer Bremskraftverteilung, elektronisches Stabilitätsprogramm, Dreipunktgurte auf allen Sitzplätzen und aktive Kopfstützen vorne an Bord. Ein weiteres Merkmal aller Ausstattungen ist die asymmetrisch umklappbare Rücklehne, die beim Schrägheckmodell um 240 mm nach vorne geschoben werden kann, was das Kofferraumvolumen von 300 auf 425 Liter vergrößert. Beim Stufenheckmodell beträgt der Stauraum 500 Liter.
Die Basislinie Visia bot zusätzlich eine elektrische Servolenkung, Zentralverriegelung, elektrische Fensterheber vorne und hinten, elektrisch verstellbare Außenspiegel und in Wagenfarbe lackierte Stoßstangen und Türgriffe. Gegen Aufpreis war ein Comfort-Paket mit Klimaanlage, CD-Radio mit vier Lautsprechern, Bluetooth-Schnittstelle und Lenkradfernbedienung erhältlich.
Die nächsthöhere Ausstattung namens Acenta war zusätzlich zu den Merkmalen der Basisausstattung mit Tempomat, CD-Radio mit sechs Lautsprechern, Bordcomputer, Lenkradfernbedienung, 15"-Leichtmetallfelgen, Regensensor, Lederlenkrad, Nebelscheinwerfern, Klimaautomatik, Mittelarmlehne hinten und zusätzlichen Ablagen ausgerüstet. Ein Schiebedach aus Glas sowie ein Executive-Paket mit DVD-Navigationssystem inklusive CD-Wechsler waren optional erhältlich.
Tekna nannte sich die Topausstattung, die alle Details der Linien Visia und Acenta umfasste. Darüber hinaus beinhaltete sie einen CD-Wechsler, Keyless-Go-System, elektrisch anklappbare Außenspiegel, ein Glas-Schiebedach und Teilleder-Sitzbezüge. Auf Wunsch konnte ein aufpreispflichtiges DVD-Navigationssystem sowie ein Topline-Paket bestehend aus Vollledersitzen, Xenonscheinwerfern mit Scheinwerferreinigungsanlage und Sitzheizung geordert werden.

### Motorisierungen
In Japan sind Varianten mit 1,5- und 1,8-Liter-Vierzylinder im Angebot, im Ausland werden auch andere Motoraggregate sowie eine Version mit Renault-Dieselmotor verkauft. Den 1,5 l gibt es auch mit Allradantrieb, ein Schaltgetriebe wird nur für den 1,8 angeboten, alle übrigen Ausführungen besitzen eine Viergangautomatik oder eine stufenlose CVT-Automatik. Die nordamerikanischen Versa-Modelle werden im Nissan-Werk in Mexiko hergestellt und ausschließlich mit 1,8-Liter-Motor und mit Frontantrieb angeboten.
Für Deutschland wurde der Wagen mit einem 1,6-l-Benziner mit 81 kW (110 PS) Leistung und einem maximalen Drehmoment von 153 Nm als Basismotorisierung bestückt. Als Getriebe standen dafür ein 4-Gang-Automatikgetriebe und ein manuelles 5-Gang-Getriebe zur Wahl. Der Verbrauch wurde mit 6,9 l/100 km und 165 Gramm CO2 pro km für den Schalter sowie 7,9 l/100 km und 178 Gramm CO2 pro km für das Automatikgetriebe angegeben. Ergänzt wurde das Benzinerangebot durch einen 1,8 Liter großen Motor, der in Deutschland 93 kW (126 PS) Leistung und 173 Nm maximales Drehmoment entfaltet. Hierfür war nur ein Sechsgang-Schaltgetriebe verfügbar, womit der Verbrauch 7,8 l/100 km und der CO2-Ausstoß 188 g/km beträgt. Ein vom Allianzpartner Renault entwickelter Dieselmotor mit 78 kW (106 PS) und einem Drehmoment von 240 Nm war ebenfalls erhältlich. Das nur mit manueller Sechsgangschaltung kombinierbare Triebwerk verbraucht 5,2 l/100 km und hat einen CO2-Ausstoß von 138 g/km.
| Nissan Tiida                      | 1.6                                                                           | 1.8                                                                           | 1.5 dCi                                                            |
| --------------------------------- | ----------------------------------------------------------------------------- | ----------------------------------------------------------------------------- | ------------------------------------------------------------------ |
| Bauzeitraum: (Deutschland)        | 09/2007–03/2011                                                               | 09/2007–04/2010                                                               | 09/2007–03/2008                                                    |
| Motor:                            | 4-Zylinder-Reihenmotor (Viertakt)                                             | 4-Zylinder-Reihenmotor (Viertakt)                                             | 4-Zylinder-Reihenmotor (Viertakt)                                  |
| Hubraum:                          | 1598 cm³                                                                      | 1798 cm³                                                                      | 1461 cm³                                                           |
| Bohrung × Hub:                    | 78,0 × 83,6 mm                                                                | 80,0 × 88,0 mm                                                                | 76,0 × 80,5 mm                                                     |
| Motortyp:                         | HR16DE                                                                        | MR18DE                                                                        | Renault K9K                                                        |
| Leistung bei 1/min:               | 81 kW (110 PS) bei 6000                                                       | 93 kW (126 PS) bei 5200                                                       | 78 kW (106 PS) bei 4000                                            |
| Max. Drehmoment bei 1/min:        | 153 Nm bei 4400                                                               | 173 Nm bei 4800                                                               | 240 Nm bei 2000                                                    |
| Verdichtung:                      | 10,5:1                                                                        | 10,7:1                                                                        | 18,8:1                                                             |
| Gemischaufbereitung:              | Elektronische Einspritzung                                                    | Elektronische Einspritzung                                                    | Common Rail-Dieseleinspritzpumpe                                   |
| Ventilsteuerung:                  | DOHC, 4 Ventile pro Zylinder                                                  | DOHC, 4 Ventile pro Zylinder                                                  | OHC, Zahnriemen                                                    |
| Kühlung:                          | Wasserkühlung                                                                 | Wasserkühlung                                                                 | Wasserkühlung                                                      |
| Getriebe: (Deutschland)           | Fünfgang-Schaltgetriebe                                                       | Sechsgang-Schaltgetriebe                                                      | Sechsgang-Schaltgetriebe                                           |
| Getriebe, optional: (Deutschland) | Viergang-Automatikgetriebe                                                    | —                                                                             | —                                                                  |
| Getriebe: (andere Märkte)         | Viergang- oder stufenlose CVT-Automatik 1.8 auch mit Sechsgang-Schaltgetriebe | Viergang- oder stufenlose CVT-Automatik 1.8 auch mit Sechsgang-Schaltgetriebe | Fünfganggetriebe                                                   |
| Antrieb:                          | Frontantrieb                                                                  | Frontantrieb                                                                  | Frontantrieb                                                       |
| Radaufhängung vorn:               | Dreiecklenker, Federbeine                                                     | Dreiecklenker, Federbeine                                                     | Dreiecklenker, Federbeine                                          |
| Radaufhängung hinten:             | Mehrlenkerachse, Schraubenfedern                                              | Mehrlenkerachse, Schraubenfedern                                              | Mehrlenkerachse, Schraubenfedern                                   |
| Bremsen:                          | Scheibenbremsen vorne, Trommelbremsen hinten, Bremskraftverstärker            | Scheibenbremsen vorne, Trommelbremsen hinten, Bremskraftverstärker            | Scheibenbremsen vorne, Trommelbremsen hinten, Bremskraftverstärker |
| Lenkung:                          | Zahnstangenlenkung                                                            | Zahnstangenlenkung                                                            | Zahnstangenlenkung                                                 |
| Karosserie:                       | Stahlblech, selbsttragend                                                     | Stahlblech, selbsttragend                                                     | Stahlblech, selbsttragend                                          |
| Spurweite vorn/hinten:            | 1480/1480 mm                                                                  | 1480/1480 mm                                                                  | 1480/1480 mm                                                       |
| Radstand:                         | 2600 mm                                                                       | 2600 mm                                                                       | 2600 mm                                                            |
| Abmessungen:                      | Tiida: 4205 × 1695 × 1535 mm Tiida Latio: 4430 × 1695 × 1535 mm               | Tiida: 4205 × 1695 × 1535 mm Tiida Latio: 4430 × 1695 × 1535 mm               | Tiida: 4205 × 1695 × 1535 mm Tiida Latio: 4430 × 1695 × 1535 mm    |
| Leergewicht:                      | 1268–1430 kg                                                                  | 1268–1430 kg                                                                  | 1268–1430 kg                                                       |
| Höchstgeschwindigkeit (Werk):     | (AT=170 km/h)                                                                 | 195 km/h                                                                      | 186 km/h                                                           |
| Beschleunigung, 0–100 km/h:       | (AT=12,6 s)                                                                   | 10,4 s                                                                        | 11,3 s                                                             |
| Verbrauch (Liter/100 Kilometer):  | 6,9 S (AT=7,4 S)                                                              | 8,1 S                                                                         | 5,2 D                                                              |
| Tankinhalt:                       | 52 l                                                                          | 52 l                                                                          | 52 l                                                               |

### Zulassungszahlen
Zwischen 2007 und 2011 sind in der Bundesrepublik Deutschland 6.975 Nissan Tiida neu zugelassen worden. Mit 3.937 Einheiten war 2008 mit Abstand das erfolgreichste Verkaufsjahr.
| 67 \| \| |
|          |

|  |

| 11 \| \| |
|          |

|  |

| 67 \| \| |
|          |

|  |

| 11 \| \| |
|          |

|  |

| 3.643 \| \| |
|             |

|  |

| 294 \| \| |
|           |

|  |

| 3.643 \| \| |
|             |

|  |

| 294 \| \| |
|           |

|  |

| 1.328 \| \| |
|             |

|  |

| 109 \| \| |
|           |

|  |

| 1.328 \| \| |
|             |

|  |

| 109 \| \| |
|           |

|  |

| 1.123 \| \| |
|             |

|  |

| 1.123 \| \| |
|             |

|  |

| 400 \| \| |
|           |

|  |

| 400 \| \| |
|           |

|  |

| 67 \| \| |
|          |

|  |

| 11 \| \| |
|          |

|  |

| 67 \| \| |
|          |

|  |

| 11 \| \| |
|          |

|  |

| 3.643 \| \| |
|             |

|  |

| 294 \| \| |
|           |

|  |

| 3.643 \| \| |
|             |

|  |

| 294 \| \| |
|           |

|  |

| 1.328 \| \| |
|             |

|  |

| 109 \| \| |
|           |

|  |

| 1.328 \| \| |
|             |

|  |

| 109 \| \| |
|           |

|  |

| 1.123 \| \| |
|             |

|  |

| 1.123 \| \| |
|             |

|  |

| 400 \| \| |
|           |

|  |

| 400 \| \| |
|           |

|  |

| 67 \| \| |
|          |

|  |

| 11 \| \| |
|          |

|  |

| 67 \| \| |
|          |

|  |

| 11 \| \| |
|          |

|  |

| 3.643 \| \| |
|             |

|  |

| 294 \| \| |
|           |

|  |

| 3.643 \| \| |
|             |

|  |

| 294 \| \| |
|           |

|  |

| 1.328 \| \| |
|             |

|  |

| 109 \| \| |
|           |

|  |

| 1.328 \| \| |
|             |

|  |

| 109 \| \| |
|           |

|  |

| 1.123 \| \| |
|             |

|  |

| 1.123 \| \| |
|             |

|  |

| 400 \| \| |
|           |

|  |

| 400 \| \| |
|           |

|  |

| 67 \| \| |
|          |

|  |

| 11 \| \| |
|          |

|  |

| 67 \| \| |
|          |

|  |

| 11 \| \| |
|          |

|  |

| 3.643 \| \| |
|             |

|  |

| 294 \| \| |
|           |

|  |

| 3.643 \| \| |
|             |

|  |

| 294 \| \| |
|           |

|  |

| 1.328 \| \| |
|             |

|  |

| 109 \| \| |
|           |

|  |

| 1.328 \| \| |
|             |

|  |

| 109 \| \| |
|           |

|  |

| 1.123 \| \| |
|             |

|  |

| 1.123 \| \| |
|             |

|  |

| 400 \| \| |
|           |

|  |

| 400 \| \| |
|           |

|  |

|  | Benziner (6.561) |

|  | Benziner (6.561) |

|  | Diesel (414) |

|  | Diesel (414) |

## Tiida/Versa/Latio/Sunny (C12, seit 2011)
Auf der 14. Shanghai Motor Show im April 2011 feierte die zweite Generation des Tiida Premiere. Der Radstand des neuen Modells wurde im Vergleich zum Vorgänger um 100 mm verlängert und erstmals umfasst die Motorenpalette auch einen Benzinmotor mit Turboaufladung.
Die Markteinführung fand im Mai 2011 in China statt, wo schon von der ersten Tiida-Generation große Stückzahlen abgesetzt werden konnten.
In Nordamerika erfolgte die Einführung des Schwestermodells Versa (Code: C17) im Herbst 2011. Dieses ist nur noch als Stufenhecklimousine erhältlich. Das Schrägheckmodell ersetzte ab Mitte 2013 der Nissan Versa Note.

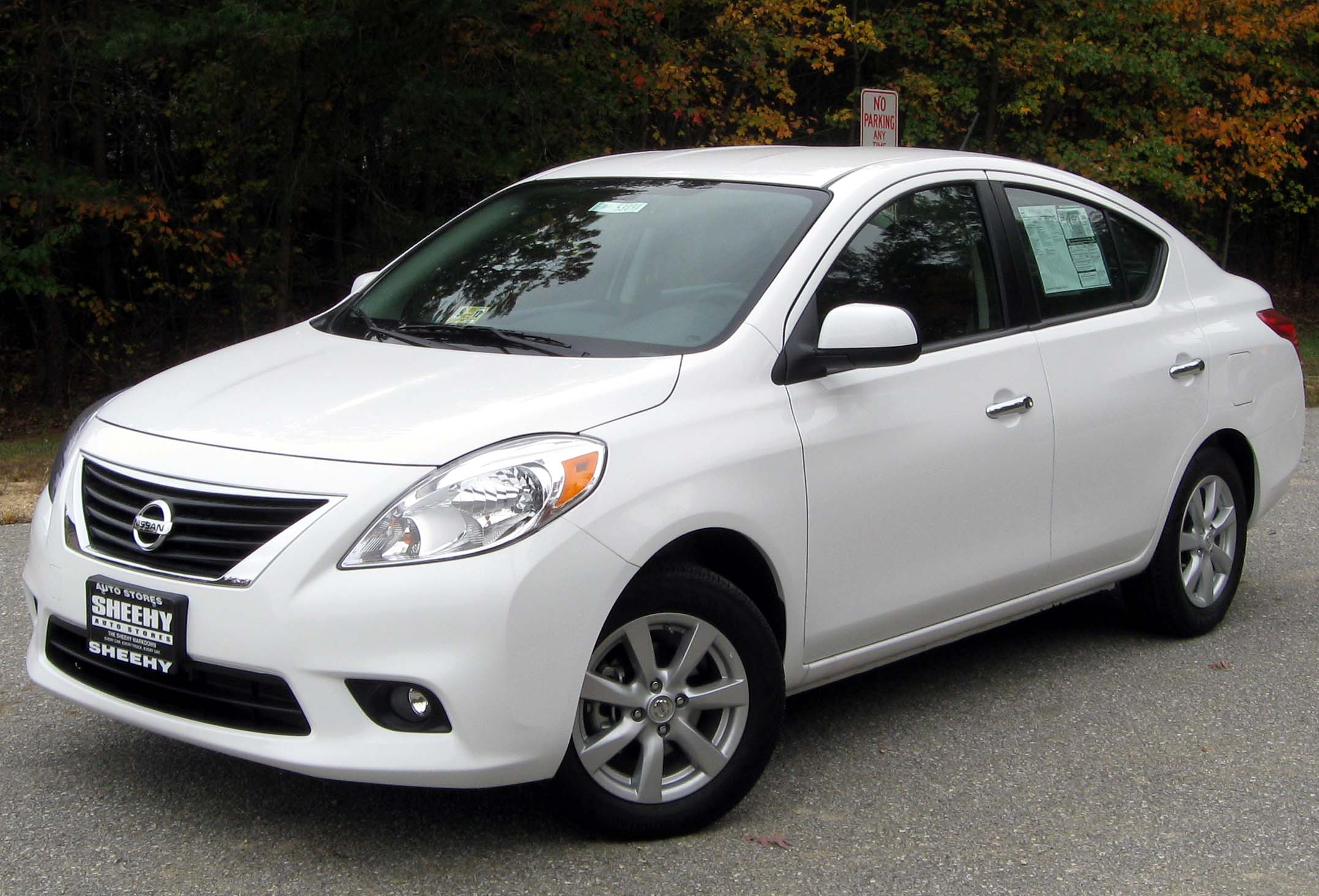
Nissan Versa Sedan (seit 2011)
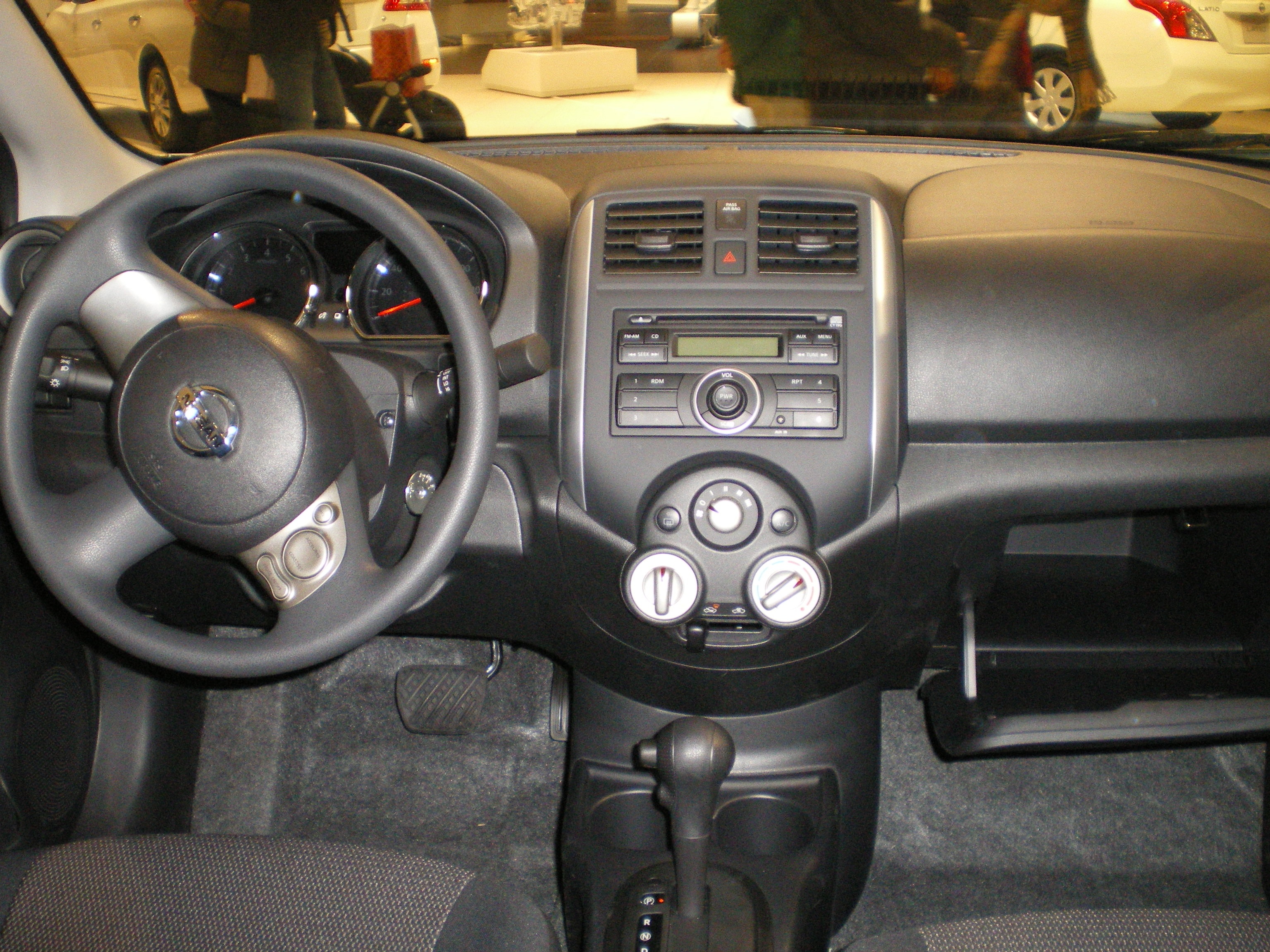
Armaturenbrett
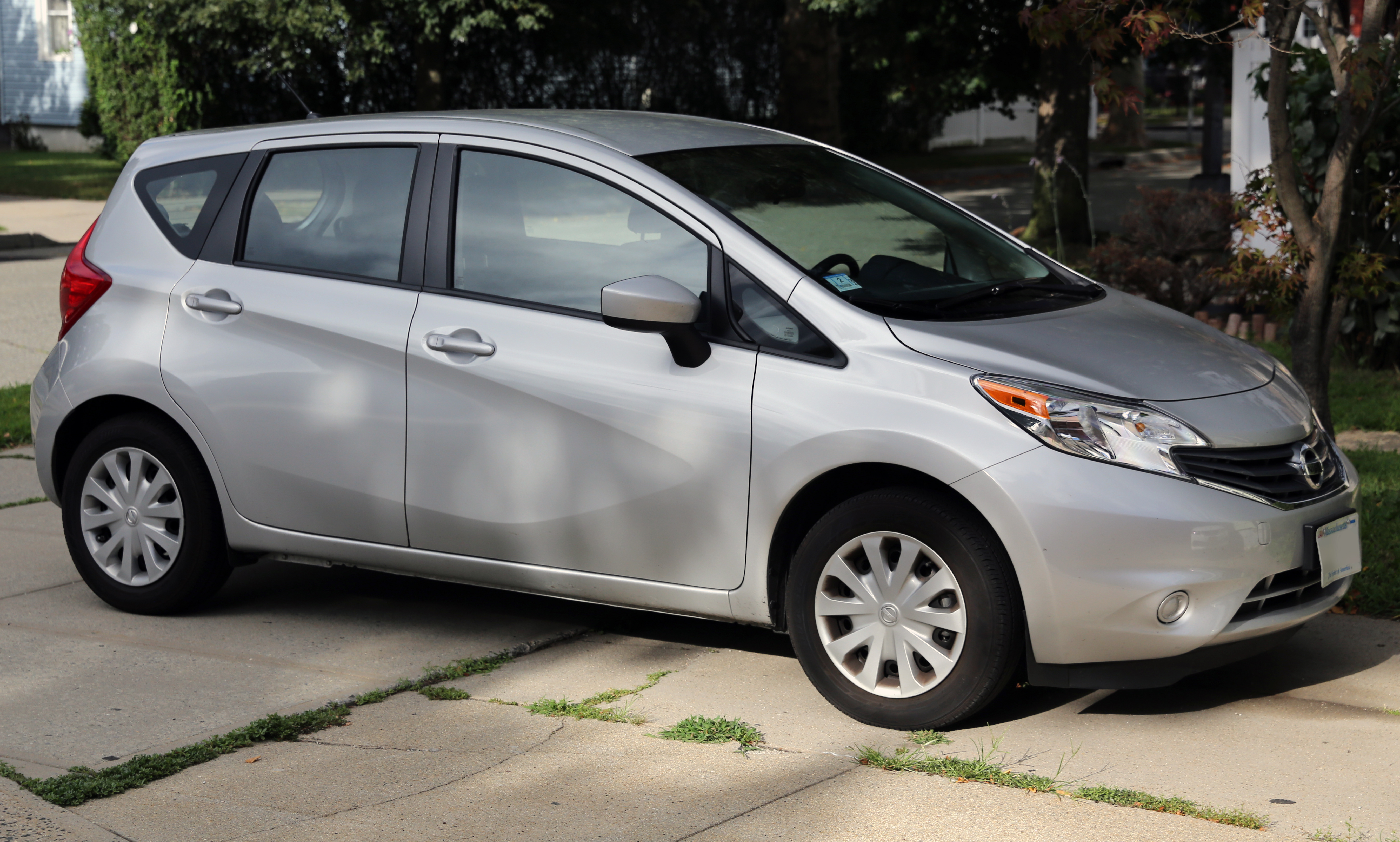
Nissan Versa Note (2013–2020)

### Technische Daten
|                            | Versa 1.0 (Brasilien) | Versa 1.6 (Brasilien) | Versa 1.8             |
| Bauzeitraum                | seit 2011             | seit 2011             | seit 2011             |
| Motorkenndaten             |                       |                       |                       |
| Motortyp                   | R3-Ottomotor          | R4-Ottomotor          | R4-Ottomotor          |
| Hubraum                    | 999 cm³               | 1598 cm³              | 1798 cm³              |
| max. Leistung bei min−1    | 57 kW (77 PS) / 6200  | 82 kW (111 PS) / 5600 | 91 kW (124 PS) / 5200 |
| max. Drehmoment bei min−1  | 98 Nm / 4000          | 148 Nm / 4000         | 172 Nm / 4800         |
| Kraftübertragung           |                       |                       |                       |
| Antrieb                    | Vorderradantrieb      | Vorderradantrieb      | Vorderradantrieb      |
| Getriebe, serienmäßig      | 5-Gang-Schaltgetriebe | 5-Gang-Schaltgetriebe | 6-Gang-Schaltgetriebe |
| Messwerte                  |                       |                       |                       |
| Länge/Breite/Höhe          | 4492/1695/1506 mm     | 4492/1695/1506 mm     | 4492/1695/1506 mm     |
| Höchstgeschwindigkeit      | 162 km/h              | 187 km/h              | k. A.                 |
| Beschleunigung, 0–100 km/h | 16,0 s                | 10,4 s                | k. A.                 |
| Tankinhalt                 | 41 l                  | 41 l                  | 50 l                  |

## Versa/Sunny (N18, seit 2019)
Eine neue Generation auf Basis der fünften Micra-Generation wurde als Versa im April 2019 für den nordamerikanischen Markt vorgestellt. Sie ist baugleich zum zeitgleich für Asien präsentierten Almera. Die Markteinführung des in Mexiko gebauten Versa erfolgte in Nordamerika im August 2019. Ein Jahr später erfolgte der Verkaufsstart auch in Südamerika. Dort bleibt das Vorgängermodell als Versa V-Drive als günstigeres Einstiegsmodell nach wie vor in der Modellpalette. Als Sunny wird die Baureihe seit Mai 2020 im nahen Osten vermarktet. Eine überarbeitete Version des Versa präsentierte Nissan im Oktober 2022.

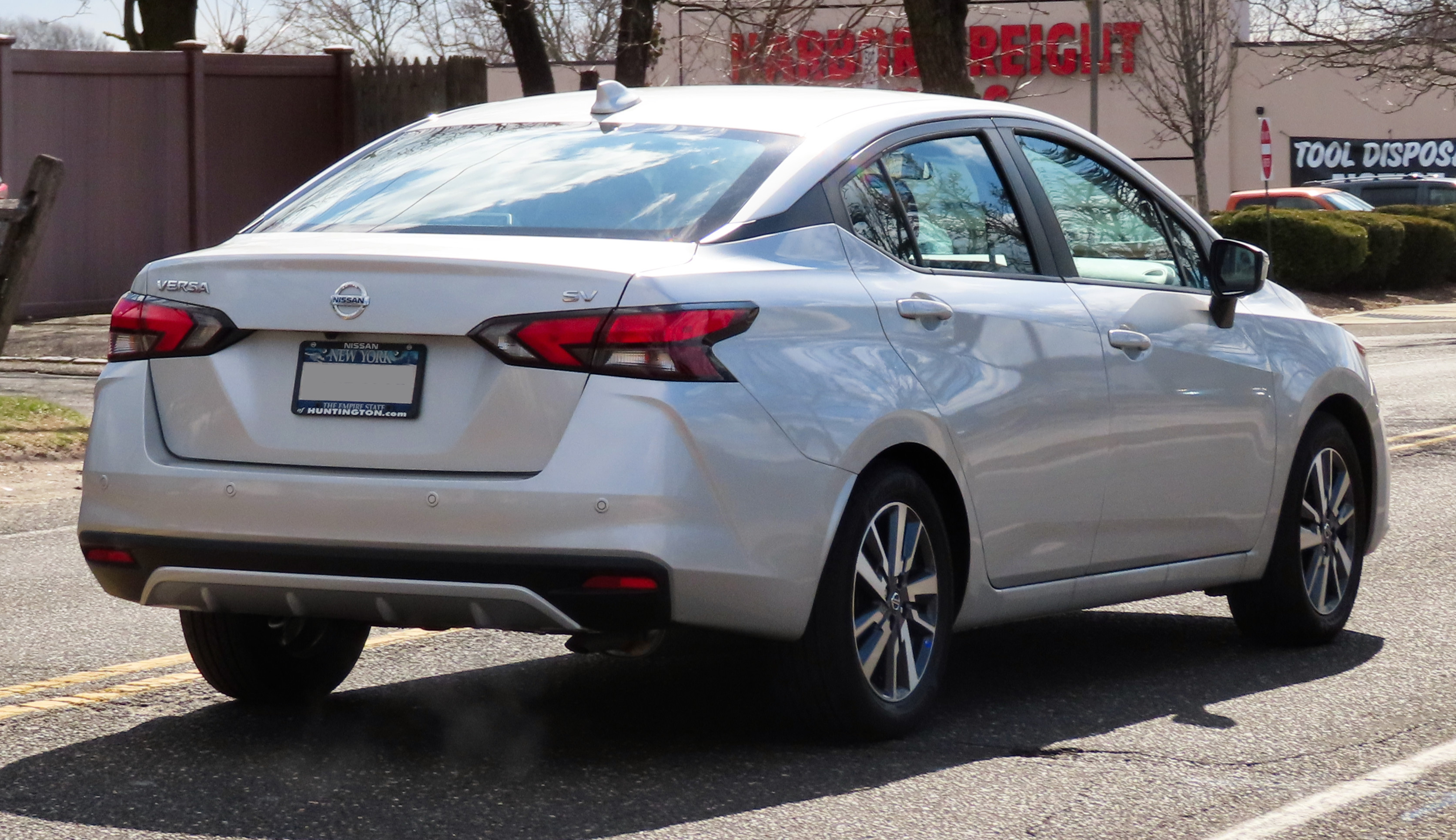
Heckansicht
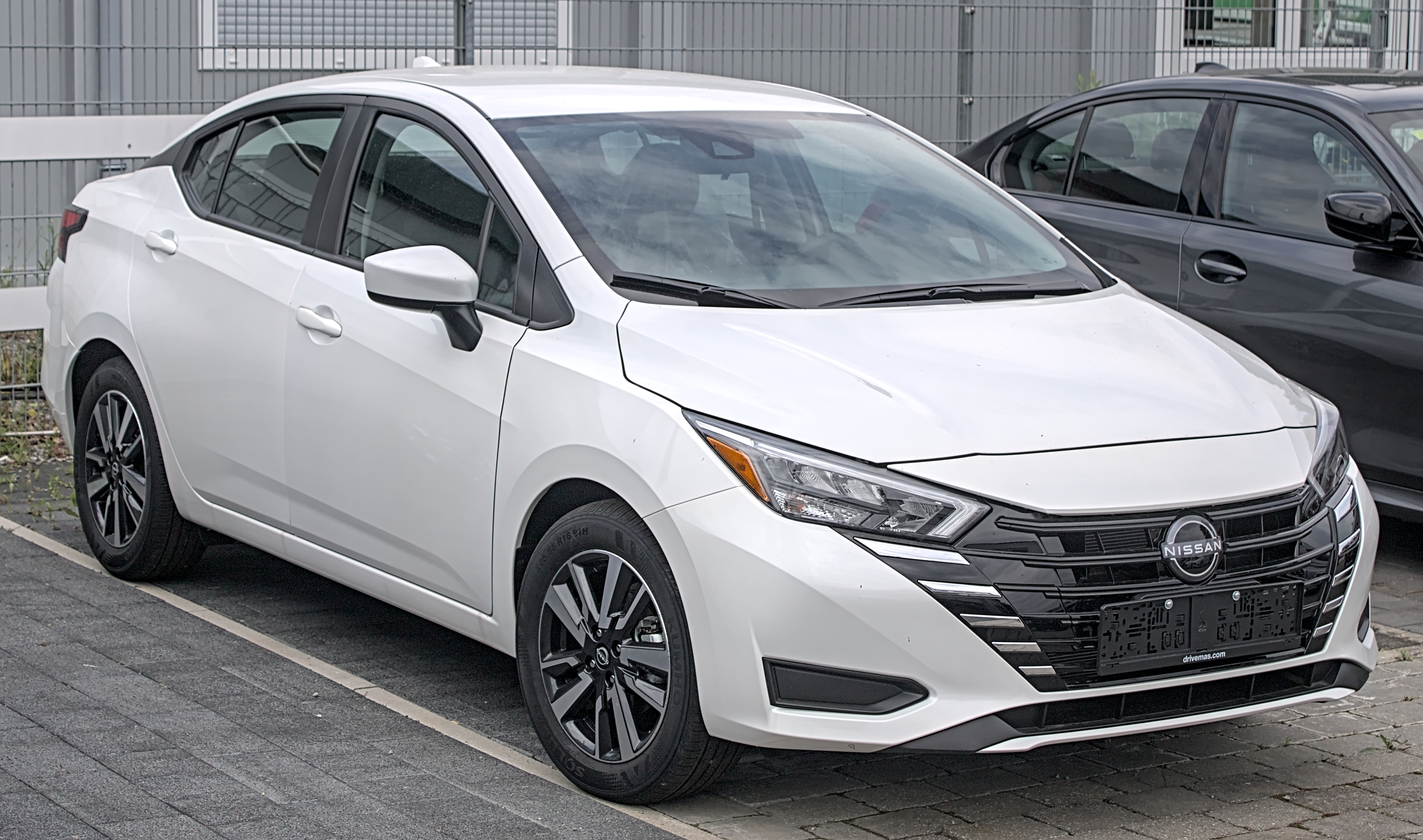
Nissan Versa (seit 2022)

### Technische Daten
Angetrieben wird der Versa von einem 1,6-Liter-Ottomotor. Serienmäßig hat er ein 5-Gang-Schaltgetriebe, gegen Aufpreis ist ein stufenloses Getriebe erhältlich.
|                            | Versa 1.6 (Südamerika) | Versa 1.6 (Nordamerika) |
| Bauzeitraum                | seit 08/2020           | seit 08/2019            |
| Motorkenndaten             |                        |                         |
| Motortyp                   | R4-Ottomotor           | R4-Ottomotor            |
| Hubraum                    | 1598 cm³               | 1598 cm³                |
| max. Leistung bei min−1    | 84 kW (114 PS) / 5600  | 91 kW (124 PS) / 6300   |
| max. Drehmoment bei min−1  | 152 Nm / 4000          | 155 Nm / 4000           |
| Kraftübertragung           |                        |                         |
| Antrieb                    | Vorderradantrieb       | Vorderradantrieb        |
| Getriebe, serienmäßig      | 5-Gang-Schaltgetriebe  | 5-Gang-Schaltgetriebe   |
| Getriebe, optional         | Stufenloses Getriebe   | Stufenloses Getriebe    |
| Messwerte                  |                        |                         |
| Höchstgeschwindigkeit      | 180 km/h               | k. A.                   |
| Beschleunigung, 0–100 km/h | 10,7 s                 | k. A.                   |
| Tankinhalt                 | 41 l                   | 41 l                    |

## Motorsport

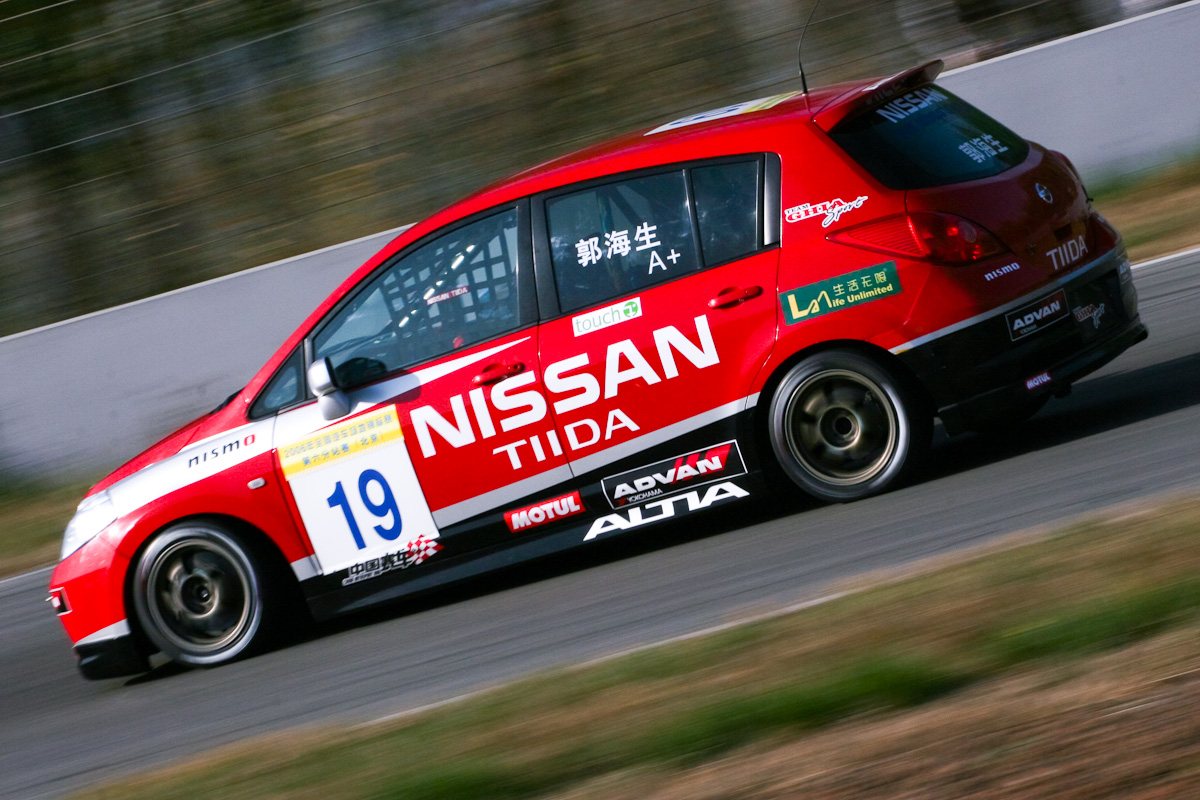
Tiida aus der chinesischen Tourenwagenmeisterschaft 2006

Der Nissan Tiida C11 wurde erfolgreich im chinesischen Tourenwagensport eingesetzt. Die Straßenwagen, auf deren Basis die Rennfahrzeuge aufgebaut wurden, liefen im Dongfeng-Werk in Guangzhou vom Band, das Nissan-Fahrzeuge unter Lizenz fertigt. Zuständig für den renntauglichen Aufbau war das Ghia Sports Team aus Zhuhai. Für Motor und Getriebe war Nismo verantwortlich, die den verwendeten HR16DE-Motor auf eine Leistung von über 160 PS bringen konnten.
Zwei Tiida C11 fuhren in China ab 2006 in der 1600-cm³-Klasse der China Circuit Championship (CCC). Die für den Renneinsatz überarbeiteten Wagen wogen jeweils 1000 kg und wurden vom DongFeng Nissan Ghia Sports Team betreut. In der ersten Saison standen sechs Rennen auf den drei Kursen Shanghai International Circuit, Goldenport Park Circuit (Peking) und Zhuhai International Circuit auf dem Programm, die vom 11. März bis 29. Oktober 2006 ausgetragen wurden. Jede Rennstrecke wurde dabei zweimal befahren. In diesem Jahr konnte Nissan mit dem Tiida den Fahrermeisterschaftstitel gewinnen.
Im Jahr 2007 trat Nissan wieder mit dem Tiida in der CCC an, diesmal mit sequentiellem 6-Gang-Getriebe und einer daraus durch das Reglement resultierenden Gewichtserhöhung auf 1015 kg. Wiederum waren sechs Rennen zu absolvieren, die auf den gleichen Kursen wie in der letzten Saison ausgetragen wurden. Allerdings wurde in Zhuhai nur noch einmal gefahren, während in Peking drei Läufe stattfanden. Nach dieser Saison war das beste Ergebnis der dritte Tabellenplatz in der Fahrermeisterschaft.
Im Folgejahr konnte Nissan wieder an die Erfolge der Saison 2006 anknüpfen. Um die Wettbewerbsfähigkeit des Tiida zu erhalten, wurden einige Änderungen an der Aerodynamik sowie dem Kurvenfahrverhalten, beispielsweise durch einen niedrigeren Schwerpunkt und größere 17-Zoll-Räder, vorgenommen. Im Rennkalender ergänzte nun ein Lauf auf der 2007 neu eröffneten Strecke Chengdu Goldenport Circuit sowie auf dem Shanghai Tianma Circuit die bekannten Austragungsorte. Nach sechs Rennen, die zwischen April und Dezember absolviert wurden, ging Nissan am Ende der Saison 2008 als Gewinner der Fahrer- und Konstrukteursmeisterschaft hervor.
Für die Saison 2009 wurde die Serie in China Touring Car Championship (CTCC) umbenannt und ein weiteres Rennevent auf dem Guangdong International Circuit aufgenommen, dagegen strich man die Veranstaltungen in Chengdu und Zhuhai. Die Anzahl von sechs Rennen blieb allerdings unverändert. Am Ende der Saison konnte Nissan als bestes Ergebnis in der Fahrermeisterschaft den zweiten Platz verzeichnen, denselben Rang erzielte man in der Teammeisterschaft.
Der Rennkalender in der Saison 2010 sah acht Läufe vor, die zwischen April und Dezember ausgetragen wurden. Die Rennen fanden in Shanghai, Zhuhai, Chengdu, Peking, Guangdong und dem neu eröffneten Ordos International Circuit statt, auf dem der CTCC-Lauf das erste Rennen in der Geschichte der neu gebauten Strecke war. In diesem Jahr wurden zuerst drei Tiida eingesetzt, die in den letzten beiden Läufen durch einen weiteren Wagen verstärkt wurden. Dieses Jahr wurde mit dem bisher schlechtesten Ergebnis für den Tiida im chinesischen Tourenwagensport beendet, nachdem während der laufenden Saison nur einmal ein Zieleinlauf unter den drei Besten gelang.